# Cerda
Cerda (sicilià Cerda) és un municipi italià, dins de la ciutat metropolitana de Palerm. L'any 2007 tenia 5.355 habitants. Limita amb els municipis d'Aliminusa, Collesano, Sciara, Scillato, Sclafani Bagni i Termini Imerese.

## Administració
| Període | Identitat      | Partit        |
| ------- | -------------- | ------------- |
| 2008-   | Andrea Mendola | Llista cívica |